# Vevay (Indiana)
Vevay – miasto w Stanach Zjednoczonych, w stanie Indiana, siedziba administracyjna hrabstwa Switzerland.